# Black metal
Black metal podvrsta je metala. Obilježava ga ekstremni glazbeni izričaj te neuobičajena struktura skladbe.Tematski je okrenut sotonizmu i crnoj magiji.
Ostale teme u black metalu su filozofija, priroda  (atmospheric black metal) depresija (depressive suicidal black metal) i povijest Glavna osobina žanra je glorificiranje i veličanje zla: sami glazbenici otvoreno izražavaju svoje antikršćanske i mizantropske stavove. Inspiraciju nalaze u nordijskoj mitologiji i Tolkienovoj književnosti. U glazbenom smislu žanr teži brzom i grozničavom ritmu uz vrišteće vokale
Dijaboličan dojam pobornici žanra žele postići i tzv. „corpse paintom“, odnosno bojanjem lica i tijela u bijelo i crno da postignu izgled demona.Koriste i boju krvi (nekad i pravom krvi) Glazbenici se ne predstavljaju osobnim imenima već se služe pseudonimima.
Sâm žanr često je povezivan uz kojekakve kriminalne radnje poput ubojstava i paleža crkvi, premda ta djela sa samim black metalom nemaju mnogo veze. Njih čine ili su ih počinili glazbenici koji su istovremeno i začetnici toga žanra ili pak obožavatelji black metala. Osim toga, taj se glazbeni žanr opisuje kao teatralan, brutalan i morbidan.

## Postanak

### Povijest
Nije u potpunosti poznato u kojoj je mjeri i je li uopće na black metal utjecao rani sotonistički imidž King Diamonda i šokantni nastupi Alice Coopera. Švedski multiinstrumentalist Thomas Forsberg, poznat po pseudonimu Quorthon te utemeljitelj skupine Bathory, o Diamondu je jednom prilikom izjavio: “King Diamond mi se uopće ne dopada, on samo igra ulogu poput Ozzyja i Genea Simmonsa“.

### Corpse paint
Osim glazbenog utjecaja, mnogi glazbenici ipak navode neke rane uzore za ukrašavanje lica i tijela crnom i bijelom bojom. Engleski glazbenik Arthur Brown, krajem šezdesetih prvi boji lice u crno-bijelo. Osim njega to su radili i King Diamond i Alice Cooper kao i američki sastav Kiss. Švicarski gitarist i pjevač Thomas Fischer jedan od osnivača skupina Hellhamer i Celtic Frost tvrdi : „Mi i King Diamond smo prvi koji smo to koristili. Sviđao mi se Arthur Brown i Alice Cooper koji su koristili boju."
Abbath Doom Occulta (pravim imenom Olve Eikemo) iz skupine Immortal kaže kako je Kiss njegov prvi sastav: “Kad sam imao sedam godina nabasao sam na Destroyer „ (četvrti album Kissa). Kao razlog korištenja šminke navodi „odavanje počasti unutarnjim demonima ; tu se radi o slavljenju ne o kazališnom nastupu“ . Celtic Frost utvrdio je corpse paint kao dio izričaja brutalnog metala. Članovi bivšeg brazilskog metal sastava Sarcofago, krajem osamdesetih koristili su corpse paint. Potaknut corpse paintom Sarcofaga pjevač skupine Mayhem, Per Yngve Ohlin poznatiji kao Dead boji svoje lice crno bijelo.  Bojanje lica i tijela se koristi u svrhu postizavanja demonskog izgleda ili izgleda mrtvaca. Engleska riječ 'corpse' znači leš, dok se 'paint' odnosi na boju.
Sudionik norveške black metal scene i autor nekoliko radova o mitologiji, Varg Vikernes međutim tvrdi kako nanošenje boje na lice ima dublje značenje. Njegova teza govori kako su čarobnjaci obredno nanosili pepeo na lice i tijelo u procesu komunikacije s duhovima mrtvih i s bogovima.

### Začetnici
Black metal je kao pravac bio pod velikim utjecajem postojećeg thrash metal pokreta, kao i death metala.
Začetne osobine black metal zvuka prisutne su već u zvuku sastava poput engleskog Venoma, švicarskog Celtic Frosta, švedskog Bathorya, brazilskog Sarcofaga, te kratkotrajne švicarske skupine Hellhammer iz koje je kasnije i nastao sastav Celtic Frost.  Kao jasno određen podžanr black metal nastaje početkom devedesetih najviše u Norveškoj. Zastupnici su sastavi Mayhem, Burzum, Darkthrone, Immortal i Emperor. Pored njih ovaj žanr svirali su i ostali norveški sastavi kao Ulver, Satyricon, Thorns, Enslaved, Carpathian Forest i drugi.
Glazbenici Venoma među prvim sastavima u tekstovima uvode izričito sotonističke teme i motive. Njihov zvuk bio je sirov i nasilan. Prema naslovu njihovog albuma Black Metal, ovaj žanr je i dobio ime. Na albumu se nalazi i skladba istoimenog naziva. Ovaj naziv kasnije su koristili pripadnici norveške black metal scene, nakon čega se naziv trajno zadržao. Švedski glazbenik Quorthon na izdanjima svog sastava Bathory, ima značajan upliv najvažnijh osobina žanra koji je kasnije postao poznat kao najekstremniji stil glazbe.  Tekstovi inspirirani horror filmovima i horror stripovima, loša produkcija i neljudski vokali Bathorya utrli su put oblikovanju ovog žanra.
Istovremeno švicarski Celtic Frost utire put novom žanru slobodnijim eksperimentiranjem, spajajući teški thrash metal zvuk s raznim stilovima glazbe, iako se u osnovi nalazi jasan heavy metal zvuk.
Brazilski sastav Sarcofago, kojega je utemeljio prvi pjevač Sepulture Wagner Lamounier, obilježavala je težnja da stvori najagresivniju moguću glazbu. Sarcofago je bio značajan uzor kasnijim death i black metal sastavima. Zvuk prvih norveških sastava, najbliži je zvuku ove skupine.

### Norveška scena
Pod utjecajem navedenih sastava u drugoj polovici osamdesetih u Norveškoj okupljaju se najznačajniji sastavi novog i inovativnog žanra. Norveški gitarist Øystein Aarseth osniva sastav Mayhem. Također je bio osnivač i diskografske kuće Deathlike Silence Productions koja je prva izdavačka kuća koja se bavila izdavanjem nosača zvuka black metala. Neke od ondašnjih izdavačkih kuća su odbijali izdavati albume zbog snažnih uvredljivih i antikršćanskih poruka. Velika njemačka diskografska kuća Nuclear Blast u početku je odbijala potpisivati ugovore s ovakvim sastavima, no s porastom popularnosti black metala ipak je započela objavljivanje albuma ovakvog sadržaja.
Mayhem je jedan od najznačajnijih sastava ovog žanra. Naglasak stavljaju na sam zvučni ugođaj.
Otprilike istovremeno okupljen je sastav Darkthrone koji je davao prednost neuglađenom zvuku, produkciji namjerno loše kvalitete i jednostavnosti izvedbe.
Solo projekt Burzum Varga Vikernesa donosi black metal donekle sporijeg tempa i mračnije atmosfere. Vikernes je stvorio ovaj stil kao glazbu za večer ("burzum" znači mrak na jeziku orka iz Gospodara prstenova) koja je prema njegovom objašnjenju namijenjena buđenju mašte i očaravanju slušatelja te njegovom prenošenju u svijet mitske prošlosti u trenutku usnivanja,
Većina pripadnika ove scene početkom devedesetih okupljala se u trgovini ploča u Oslu nazvanoj "Helvete" (pakao na norveškom) koju je otvorio Aarseth. Njegova namjera bila je stvaranje u cijelosti opskurnog underground pokreta, te vrste glazbe koja je bila namijenjena samo uskom krugu ljudi, što je opravdano uzevši u obzir iritantnost i izrazito neugodan zvuk black metala. Uvjerenja pripadnika ove scene uključivala su prezir prema kršćanstvu, a njihova težnja bila je uspostava stare poganske pretkršćanske religije, premda se ne radi o uspostavi klasične uređene religije već više o težnji za vraćanjem duhovne klime kakva je postojala prije uvođenja kršćanstva. Anders Odden pseudonimom Neddo bivši član skupine Cadaver, pak kaže kako scena ustvari kao takva nije ni postojala već su se članovi sastava okupljali u prostorijama za probe, uz zajedničke izlaske s obzirom kako nije bilo klubova u kojima se mogla svirati ovakva vrsta glazbe. Iz Švedske se skupini Mayhem pridružio pjevač Dead, osoba izrazito bizarnog ponašanja opsjednuta smrću. Više je puta pokušavao oduzeti sebi život. Na nastupima je primjerice nosio odjeću koja je bila zakopana danima, a koristio je i spomenuti corpsepaint. Kao dijete prebolio je niz bolesti te je doživio i kliničku smrt, nakon čega je za sebe smatrao da je mrtav, otud potječe njegov scenski izgled. Euronymous je u više navrata poticao Deada na samoubojstvo.
Godine 1991. imaginarni užas black metala je slijedom više događaja prestao biti samo umjetnički način izražavanja i glazbeni pokret, te su se njegove osobine prelile u stvarni svijet što je najtragičniji aspekt same scene.
Per Ohlin Dead je počinio samoubojstvo na izrazito okrutan način. Prerezao je vene na zapešću, nakon čega se ustrijelio sačmaricom. Euronymous koji je pronašao tijelo,  premjestio ga je te je uz njega posložio predmete kojima je Dead izvršio ovaj čin i zatim je to i fotografirao. Ova fotografija kasnije se pojavila na jednom neslužbenom albumu Mayhema. Poslao je fotografiju u Kolumbiju gdje je objavljena na omotu snimke Mayhemovog koncerta pod nazivom Dawn of the Black Hearts.  Dva mjeseca nakon ovoga Euronymous se preselio u Oslo gdje je otvorio spomenutu trgovinu Helvete i zasnovao vlastitu etiketu Deathlike Silence Productions. Ovdje se nakon toga pojavio Vikernes kojem je Euronymous ponudio mjesto basista, nakon što je to mjesto bilo upražnjeno odlaskom NecroButchera, pravim imenom Jørn Stubberud. Također ga je poticao na objavljivanje Burzumovih albuma. Euronymous je često davao megalomanske i radikalne izjave. Putem pisma prijetio je smrću mnogim ljudima  i sastavima čiji imidž nije odgovarao njegovom standardu istinskog black metala.
U vrijeme spaljivanja crkava Bard Eithun po pseudonimu Faust, bubnjar u tadašnjem Emperoru počinio je ubojstvo 26. kolovoza 1992. u Lillehammeru. Ubio je muškarca homoseksualnog usmjerenja koji se zvao Magne Andreassen koji mu je prišao u parku. Nakon ubojstva kontaktirao je Aarsetha i Vikernesa. Aarseth je odobravao ovaj čin. Ovim činom Faust je sebi priskrbio važan status u krugu ljudi okupljen oko njih. Sam Aarseth ovu skupinu ljudi neslužbeno je nazivao Crni krug (black circle), premda službeno nije postojalo nikakvo tajno organizirano društvo. Ovo ubojstvo je bilo otvorena tajna u Crnom krugu godinu dana. Faust je uhićen u kolovozu 1993. prilikom istrage za ubojstvo Aarsetha, pri čemu se ustanovilo da je za ovu optužbu nevin ali se otkrila njegova krivica za ubojstvo Andreassena i osuđen je na zatvorsku kaznu u trajanju od 14 godina. Odslužio je 12 godina.
Dana 6. lipnja 1992. crkva Fantoft u blizini grada Bergen je spaljena. U siječnju iduće godine Vikernes je pozvao novinara lokalnog lista i saopćio mu o spaljivanju crkava. U članku je pisalo kako je upravo on s prijateljima počinio ova djela. Varg je kasnije tvrdio kako je ovaj novinar izokrenuo njegove riječi te kako on uopće nije preuzeo odgovornost za ova djela i kako ih on uopće ni počinio. Samo je htio zauzeti drugo stajalište te da su to uradili njegovi prijatelji, ne on sam, te da zbog toga i može izići u javnost. Aarseth je ovo protumačio kao Vikernesov pokušaj da stvori publicitet Burzumu: “Bila je to planirana kampanja da se privuče pažnja na Burzum. On je rekao da se zbog toga isplati provesti tri ili četiri godine u zatvoru.“ 
Vikernes je nakon ovog intervjua uhićen i na kasnijem sudskom postupku osuđen za četiri slučaja paleža srednjovjekovnih norveških drvenih crkava. 
Crnu-bijelu fotografiju ostataka spaljene crkve je stavio kao naslovnicu svog albuma Aske, što na norveškom znači pepeo. Nakon što su norveški mediji izvještavali o spaljivanjima crkava koje su po njihovim izvještajima izvodili sotonisti, spaljivanje crkava se proširilo. Na nekim crkvama pojavljivali su se i izokrenuti križevi, izokrenuti pentagrami, brojka '666' te prijetnje o spaljivanju crkve. U razdoblju od 1992. do 1996. u Norveškoj je spaljeno više od pedeset crkva.
Čin izlaska Vikernesa u javnost nije se dopao Aarsethu koji je htio da pokret ostane daleko od pozornosti javnosti. Na ovaj način black metal pokret, za čije je stvaranje zaslugu Aarseth pridavao sebi, postao je mnogo poznatiji u javnosti. Ipak, tjedan dana prije svoje smrti Aearseth je izjavio u intervjuu kako se ranije zalagao za ideju underground pokreta, ali se predomislio jer "oni koji su opsjednuti ostajanjem u undergroundu su najčešće oni koji stvaraju toliko lošu glazbu da ne mogu napraviti ime od sebe.  Ja mislim da ako bi mogli proširiti black metal, imali bi masovan pokret sačinjen od stotina okrutnih ratnika koji šire tugu, smrt i zlo u svijetu."
Prijetnje smrću koje je Euronymous upućivao ljudima nisu se shvaćale ozbiljno. Tako je zaprijetio i samom Vikernesu riječima : „Poslat ću ljude da te muče. Dok ne umreš “. Vikernes je jedini koji je ovu prijetnju shvatio ozbiljno. Dana 10. kolovoza Vikernes i Snorre Ruch 'Blackthorn' glazbenik, jedini član projekta Thorns, odvezli su se iz Bergena u Oslo udaljen 518 km, povodom potpisivanja ugovora za Burzumov album. Vikernes je tvrdio kako ga je Aarseth imao namjeru oteti i mučiti do smrti te sve zabilježiti kamerom.  Vikernes se sukobio s Aarsethom u njegovu stanu kada mu je Vikernes oduzeo život, kasnije tvrdeći kako je to uradio u pokušaju da se obrani od njegovog napada. Osuđen je na maksimalnu kaznu zatvora od 21 godinu (prema tadašnjem norveškom zakonu), premda je uvjetno pušten nakon 15 godina. Ruch je osuđen na 8 godina kao suučesnik u umorstvu.
Počinjeni zločini privukli su širu pozornost javnosti na pokret black metala, čime je postao mnogo poznatiji u svijetu.

### Druge scene
Norveška black metal scena je bila ključna za formiranje ove podvrste metala kao prepoznatljivog i specifičnog žanra. Izvan nje djelovalo je nekoliko sastava u Švedskoj i u drugim državama. U Grčkoj je sredinom osamdesetih okupljena skupina Rotting Christ, u Poljskoj Graveland, Infernal War, Mgła i Batushka, a u Mađarskoj Tormentor, i drugi. U SAD-u su 1990. utemeljeni sastavi Profanatica i Absu. U Hrvatskoj black metal izvode razni demosastavi.
Tri sastava koja su poznata izvan uske alternativne scene black metala su norveški Dimmu Borgir, engleski Cradle of Filth, te poljski Behemoth. Dimmu Borgir i Cradle of Filth spajaju black metal s gothic metalom, dok Behemoth spajaju black metal s death metalom.
Lucifugum je ukrajinski black metal sastav.

## Glazbeni stil
Ovaj glazbeni stil uvodi izvjesne inovacije u vokalnom i instrumentalnom smislu. Za razliku od vokala u death metalu koji su svi 'otpjevani' duboko, u niskom vokalnom registru, glasovno izražavanje kod black metala je često u visokim registrima. Prisutno je teško razumljivo vrištanje i urlanje. Struktura skladbe izbjegava standarne oblike. Gitarističke solo dionice tipične za metal rijetko su prisutne. Jasan odnos između stihova i refrena ne postoji zbog čega se pjesme sastoje od ponavljajućih i dugih dionica. Kod sviranja gitare prisutan je takozvani „tremolo picking“ kada se jedna nota svira u izrazito brzom tempu. Kod bubnjanja također je prisutno grozničavo i bjesomučno sviranje u iznimno brzom ritmu. Ovaj način sviranja bubnja na engleskom se naziva  „blast beat“; također je prisutna i dupla bas pedala, naprava kojom se bas bubanj svira nogom čime se postiže još snažniji ritam.
U Hrvatskoj glavni black metal bendovi su: Kult Perunov, Slavogorje, Wolfenhords,  Stribog, Lost In Infinity, Pogavranjen,  Frozen Forest, Zimorog te Bethroned.

## Najznačajniji albumi
- De Mysteriis Dom Sathanas - Mayhem
- Pure Holocaust - Immortal
- Burzum - Burzum
- Transilvanian Hunger - Darkthrone
- In the Nightside Eclipse - Emperor
- Nemesis Divina - Satyricon
- Enthrone Darkness Triumphant - Dimmu Borgir

## Vanjske poveznice
- Chronicles Of Chaos.com Quentin Kalis 2004.